# Johann Carl Gottlieb Arning
Johann Carl Gottlieb Arning (* 5. Juni 1786 in Minden; † 9. August 1862) war ein Jurist und Hamburger Senator.
Arning promovierte 1808. Er kam dann nach Hamburg und war während der französischen Zeit juge suppléant bei Tribunal erster Instanz. Er war anschließend als Advokat tätig und wurde in der seit 1816 geführten Hamburger Advokatenmatrikel unter der Nummer 17 eingeschrieben. Er wurde am 15. April 1835 in den Hamburger Rath kooptiert. Er gehörte dem Rath, der sich ab 1860 in den Hamburger Senat wandelte, bis zu seinem Tod an.

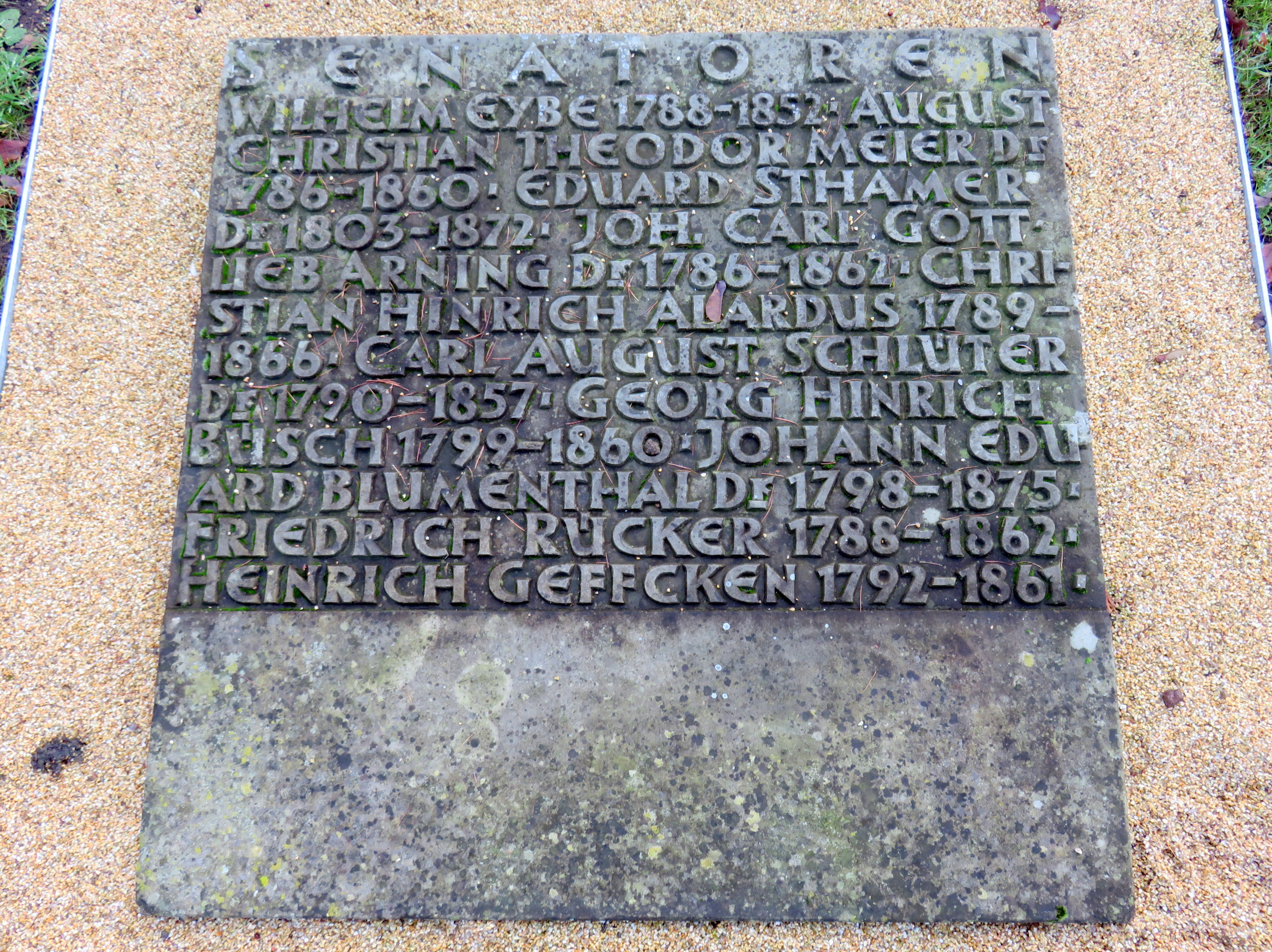
„Johann Carl Gottlieb Arning“, Sammelgrabmal Senatoren (III), Friedhof Ohlsdorf

Er war mit Henriette Wilhelmine Oppenheimer verheiratet, einer Schwester von Georg Friedrich Ludwig Oppenheimer. Henriette Wilhelmine Oppenheimer wurde als Tochter des Hamburger Kaufmanns und Teilhaber des Bankhauses Heckscher & Co. Jacob Amschel Oppenheimer (1778–1845) und dessen Frau Esther, geb. Heckscher, einer Tante von Johann Gustav Heckscher, geboren. Von Henriette Wilhelmines Schwestern heiratete Phillipine Adele (1807–1873) 1831 Nicolaus Ferdinand Haller und Anna Emilie (1803–1885) Johann Christoph Fehling; sie wurden die Eltern von Emil Ferdinand Fehling.
Er wurde 1816 in die Hamburger Freimaurerloge Ferdinande Caroline zu den drei Sternen aufgenommen. Nach ihm wurde 1954 der Arningkai in Hamburg-Steinwerder benannt.
Der Landgerichtspräsident Christian Arning (1824–1909) war sein Sohn, der Dermatologe Eduard Arning (1855–1936), Sohn von Carl Eduard Arning (1823–1906), war sein Enkel.
Auf dem Ohlsdorfer Friedhof wird auf der Sammelgrabmalplatte Senatoren (III) des Althamburgischen Gedächtnisfriedhofs unter anderen an Johann Carl Gottlieb Arning erinnert.